# 河马泉街道
河马泉街道是中华人民共和国新疆维吾尔自治区乌鲁木齐市水磨沟区下辖的一个街道办事处。

## 行政区划
河马泉街道下辖以下村级行政区划单位：
观园路北社区、观园路社区、瑞景社区、和奕社区、雪莲山社区、八道湾东社区、葛家沟西社区。